# Ndabaningi Sithole
Ndabaningi Sithole, född 31 juli 1920 i Nyamandhlovu, Matabeleland, Rhodesia (nuvarande Zimbabwe), död 12 december 2000 i Philadelphia, Pennsylvania, var en svart nationalistledare i Rhodesia, det nuvarande Zimbabwe.

## Biografi
Sithole utbildade sig till teolog i USA mellan 1955 och 1958, varefter han återvände till Rhodesia. 1960 gick han med i National Democratic Party (NDP), lett av Joshua Nkomo. Efter att partiet förbjudits ombildades det 1961 som Zimbabwe African People's Union (ZAPU). På grund av oenigheter med Nkomo grundade Sithole 1963 utbrytargruppen Zimbabwe African National Union (ZANU), med Robert Mugabe som sin andreman. Partiet förespråkade väpnad kamp mot den vita regeringen under Ian Smith, och Sithole fängslades året därpå.
Efter tio år i fängelse släpptes Sithole 1974, varpå han gick i exil i Zambia. Han intog då en mer diplomatisk hållning till de brittiska kolonialisterna, vilket gjorde att han blev oense med Mugabe, som tog kontrollen över ZANU. 1977 kunde han återvända till Rhodesia efter att ha gjort upp med Ian Smith, och 1978 skrev han, Jeremiah Chirau och Abel Muzorewa under ett avtal med Ian Smith om allmänna val för alla, både vita och svarta.
Valet hölls 1979, och trots att Sithole hade hoppats vinna blev Muzorewa premiärminister efter att hans parti tagit 51 av de 72 platserna i parlamentet som var reserverade för svarta. Inte heller vid det första valet i det fria Zimbabwe 1980 lyckades Sitholes nya parti, ZANU-Ndonga, och Mugabes ZANU-PF tog makten. Han gick i exil i USA 1983 eftersom han ansåg att hans liv hotades av hans politiska fiender.
1991 återvände han till Zimbabwe och politiken. I presidentvalet 1996 ställde han upp mot Mugabe i presidentvalet, men drog sig ur strax före valet. Året därpå dömdes han för inblandning i en konspiration att mörda Mugabe. Han överklagade, men då hans hälsa blev allt sämre lades fallet ner. Han dog i Philadelphia den 12 december 2000.